# ألفريدو لوبيز أوستين
ألفريدو لوبيز أوستين (بالإسبانية: Alfredo López Austin)‏ هو مؤرخ مكسيكي، ولد في 12 مارس 1936 في سيوداد خواريز في المكسيك.